# Katarzyna Ponikwia
Katarzyna Ponikwia (Cyrillisch: Катарцна ПОНИКВЯ) (Zakopane, 29 oktober 1982) is een voormalig biatlete uit Polen. Ze vertegenwoordigde haar vaderland op de Olympische Winterspelen 2006 in Turijn.

## Resultaten

### Olympische Winterspelen
| Jaar | Plaats | Resultaten                                                  |
| ---- | ------ | ----------------------------------------------------------- |
| 2006 | Turijn | 63e 7,5 km sprint 56e 15 km individueel 7e 4x6 km estafette |

### Wereldkampioenschappen
| Jaar | Plaats     | Resultaten                                                                           |
| ---- | ---------- | ------------------------------------------------------------------------------------ |
| 2001 | Pokljuka   | 75e 7,5 km sprint                                                                    |
| 2004 | Oberhof    | 72e 7,5 km sprint 58e 15 km individueel 8e 4x6 km estafette                          |
| 2005 | Hochfilzen | 77e 7,5 km sprint 75e 15 km individueel 12e 4x6 km estafette                         |
| 2006 | Pokljuka   | 15e Gemengde estafette                                                               |
| 2007 | Antholz    | 30e 7,5 km sprint 36e 10 km achtervolging 45e 15 km individueel 10e 4x6 km estafette |

### Wereldbeker
Eindklasseringen
| Seizoen   | Algemeen | Individueel | Sprint | Achtervolging | Massastart |
| --------- | -------- | ----------- | ------ | ------------- | ---------- |
| 2006/2007 | 81e      |             |        |               |            |